# Macrostemum placidum
Macrostemum placidum är en nattsländeart som först beskrevs av Luisa Eugenia Navas 1935.  Macrostemum placidum ingår i släktet Macrostemum och familjen ryssjenattsländor. Inga underarter finns listade i Catalogue of Life.